# 고호쿠역 (사가현)
고호쿠역(일본어: 江北駅, こうほくえき)은 일본 사가현 기시마군 고호쿠정에 있는 규슈 여객철도의 철도역이다. 나가사키 본선의 소속 역이지만, 사세보 선의 시·종착역이다.

## 타는 곳
| 1         | ■ 나가사키 본선 | (상행) | 사가 · 도스 방면                    |                  |
| 1         | ■ 사세보선      |        | 다케오온센 · 하이키 방면            |                  |
| 2         | ■ 나가사키 본선 | (상행) | 사가 · 도스 · 하카타 방면           |                  |
| 3 · 4 · 5 | ■ 나가사키 본선 | (하행) | 이사하야 · 나가사키 방면            |                  |
| 3 · 4 · 5 | ■ 나가사키 본선 | (상행) | 사가 · 도스 방면                    | 5번선부터만 발착 |
| 3 · 4 · 5 | ■ 사세보선      |        | 하이키 · 사세보 · 하우스텐보스 방면 |                  |

## 역 주변
- 고호쿠 정청
- 고호쿠 정 유아 교육센터

## 역사
- 1895년 5월 5일: 야마구치역(山口駅(やまぐちえき))으로 영업 개시.
- 1907년 7월 1일: 국유화됨.
- 1909년 10월 12일: 노선 명칭이 나가사키 본선으로 결정.
- 1913년 3월 1일: 역 명칭을 히젠야마구치역(肥前山口駅(ひぜんやまぐちえき))으로 변경.
- 1962년 2월 15일: 화물 취급 폐지.
- 1976년 6월 6일: 전철화됨.
- 1987년 4월 1일: 일본국유철도 분할 민영화에 의해, 규슈여객철도가 승계.
- 2003년 12월: 역사 개축.
- 2022년 9월 23일: 역 명칭을 고호쿠역(江北駅(こうほくえき))으로 변경.
- 2024년(날짜 미정): 스고카 도입 예정.

## 인접 역
| 규슈 여객철도 ■ 나가사키 본선 | 규슈 여객철도 ■ 나가사키 본선 | 규슈 여객철도 ■ 나가사키 본선 |
| ----------------------------- | ----------------------------- | ----------------------------- |
| 우시즈 도스 방면              | 보통                          | 히젠시로이시 나가사키 방면    |
| 규슈 여객철도 ■ 사세보 선     |                               |                               |
| 시·종착역                     | 보통                          | 오마치 사세보 방면            |